# Ripabottoni
Ripabottoni község (comune) Olaszország Molise régiójában, Campobasso megyében.

## Fekvése
A megye központi részén fekszik. Határai: Bonefro, Campolieto, Casacalenda, Monacilioni, Morrone del Sannio, Provvidenti és Sant’Elia a Pianisi.

## Története
A település első említése 1181-ből származik. A következő századokban nemesi birtok volt. A 19. században nyerte el önállóságát, amikor a Nápolyi Királyságban felszámolták a feudalizmust.

## Népessége
A népesség számának alakulása:

## Főbb látnivalói
- Palazzo Francone
- Santa Maria Assunta-templom